# Peter Rothenbühler
Peter Rothenbühler (* 9. November 1948 in Pruntrut) ist ein Schweizer Journalist, Kolumnist und Buchautor.

## Leben
Zweisprachig aufgewachsen in Biel/Bienne, absolvierte er dort nach der Matura die journalistische Ausbildung beim Pressebüro von Mario Cortesi. Ab 1981 arbeitete er beim Ringier-Verlag in Zürich, als Chefredaktor von Blick für die Frau, SonntagsBlick und der Schweizer Illustrierten. 2000 wechselte er als Programmdirektor zu Tele24, 2001 als Redaktionsleiter zur von Ringier produzierten Zeitschrift Gesundheit Sprechstunde. Von 2002 bis 2008 war er Chefredaktor von Le Matin; ab 2009 war er Direktionsmitglied bei Edipresse, nach der Übernahme von deren Schweizer Medienaktivitäten durch Tamedia 2010/2011 bis Ende November 2013 stellvertretender publizistischer Direktor von Tamedia Publications romandes. 2014 wurde er Partner der Agentur für Zeitungs- und Zeitschriftendesign Rampazzo & Associés, Paris. 2021 wurde er Verwaltungsrat der FixxPunkt AG (Verlegerin des Nachrichtenportals Watson), die sich mehrheitlich im Besitz der AZ Medien AG befindet. Er war sieben Jahre lang wöchentlicher Kolumnist in der Schweizer Illustrierten, seit 2020 schreibt er seine Kolumne in der Weltwoche. 
Er ist Kolumnist der az Nordwestschweiz und der Le Matin Dimanche, bei Radio 1 gehörte er zum Kolumnistenteam.
Er lebt in Le Sentier und in Lausanne.

## Werke
- Frösche küssen – Kröten schlucken. Der Erfinder des Schweizer People-Journalismus. Werd, 2016, ISBN 978-3-85932-827-3.
- Dr. Beat Richner. Kinderarzt – Rebell – Visionär. Beobachter-Edition, Zürich 2019, ISBN 978-3-03875-198-4.
- mit Magdalena Ceak, Sonja L. Bauer: Martin Meuli – Operation am Ungeborenen: Der Pionier. Die Fetalchirurgie. Die Patienten. Werd 2017, ISBN 978-3-85932-837-2.
- Familie Julen und Zermatt. Die Geschichte der «Tschuggini». Schweizer Illustrierte, Zürich 2021, ISBN 978-3-906869-32-2.